# حذف غاوسي
في الجبر الخطي، الحذف الغاوسي (بالإنجليزية: Gaussian elimination)‏ هو خوارزمية مفيدة لحل منظومات من المعادلات الخطية وإيجاد رتبة مصفوفة وحساب معكوس مصفوفة مربعة انعكاسية. تم إعطاء هذا الاسم تقديرا للرياضياتي الألماني كارل فريدريك غاوس.
يتم تطبيق عمليات الصف الأساسية لتخفيض المصفوفة على صورة مصفوفة مثلثية. يمكن تعميم هذه الخوارزمية باستخدام حذف غاوس جوردان، لتخفيض المصفوفة إلى صورة مصفوفة مثلثية مخفضة ومع ذلك فإن استعمال الحذف الغاوسي بمفرده كاف لأي تطبيق.
{\displaystyle \left[{\begin{array}{rrr|r}1&3&1&9\\1&1&-1&1\\3&11&5&35\end{array}}\right]\to \left[{\begin{array}{rrr|r}1&3&1&9\\0&-2&-2&-8\\0&2&2&8\end{array}}\right]\to \left[{\begin{array}{rrr|r}1&3&1&9\\0&-2&-2&-8\\0&0&0&0\end{array}}\right]\to \left[{\begin{array}{rrr|r}1&0&-2&-3\\0&1&1&4\\0&0&0&0\end{array}}\right]}

## مثال
لنفرض أن الغرض هو إيجاد ووصف الحل أو الحلول الممكنة إذا كان أي من نظام المعادلات الخطية التالية:
{\displaystyle {\begin{aligned}2x+y-z&{}=8\quad &(L_{1})\\-3x-y+2z&{}=-11\quad &(L_{2})\\-2x+y+2z&{}=-3\quad &(L_{3})\end{aligned}}}
تكون الخوارزمية كما يلي: إعزل {\displaystyle x} عن جميع المعادلات تحت {\displaystyle L_{1}}, ومن ثم إعزل {\displaystyle y} عن جميع المعادلات تحت {\displaystyle L_{2}}. هذا سيجعل النظام على صورة مثلثية. حينئذ، باستعمال التعويض الخلفي، يمكن حل كل واحدة غير معلومة.
في هذا المثال سوف يتم عزل {\displaystyle x} عن{\displaystyle L_{2}} بإضافة {\displaystyle {\begin{matrix}{\frac {3}{2}}\end{matrix}}L_{1}} إلى {\displaystyle L_{2}}, كما يتم عزل {\displaystyle x} عن {\displaystyle L_{3}} بإضافة {\displaystyle L_{1}} إلى {\displaystyle L_{3}}. بشكل رسمي:
{\displaystyle L_{2}+{\frac {3}{2}}L_{1}\rightarrow L_{2}}
{\displaystyle L_{3}+L_{1}\rightarrow L_{3}}
والنتيجة تكون:
{\displaystyle 2x+y-z=8\,}
{\displaystyle {\frac {1}{2}}y+{\frac {1}{2}}z=1\,}
{\displaystyle 2y+z=5\,}
والآن بعزل {\displaystyle y} عن {\displaystyle L_{3}} بإضافة {\displaystyle -4L_{2}} إلى{\displaystyle L_{3}}:
{\displaystyle L_{3}+-4L_{2}\rightarrow L_{3}}
تصبح النتيجة:
{\displaystyle 2x+y-z=8\,}
{\displaystyle {\frac {1}{2}}y+{\frac {1}{2}}z=1\,}
{\displaystyle -z=1\,}
هذه النتيجة هي نظام معادلات خطية بالصورة المثلثية، وبالتالي يكون الجزء الأول من الخوارزمية قد اكتمل.
القسم الثاني وهو التعويض الخلفي. يتكون من حل المجاهيل في ترتيب عكسي. وعليه يمكن بسهولة ملاحظة أن
{\displaystyle z=-1\quad (L_{3})}
وعليه, {\displaystyle z} يمكن تعويضها في {\displaystyle L_{2}}, والتي يمكن حلها بسهولة لإيجاد
{\displaystyle y=3\quad (L_{2})}
ثانيا, {\displaystyle z} و{\displaystyle y} يمكن تعويضها {\displaystyle L_{1}}, والتي يمكن حلها لإيجاد
{\displaystyle x=2\quad (L_{1})}
وبالتالي تم حل النظام.

## تطبيقات
انظر إلى نظام معادلات خطية.